# Ander Barrenetxea Muguruza
Ander Barrenetxea Muguruza (San Sebastián, 27 de diciembre de 2001) es un futbolista español que juega como delantero en la Real Sociedad de la Primera División de España.

## Trayectoria
Se formó en las categorías inferiores de la Real Sociedad de Fútbol. En la temporada 2018-19 siendo juvenil de segundo año, empezó el curso en el División de Honor de Jon Mikel Arrieta y daría el salto al equipo sénior de Tercera División, la Real Sociedad de Fútbol C.
En septiembre de 2018, Asier Garitano le llamó para entrenar con el primer equipo en el parón liguero ante la escasez de efectivos por la marcha de los internacionales y las lesiones. El delantero tuvo la oportunidad de debutar en Tarbes en un amistoso contra el Toulouse francés y comenzaría a entrenar con asiduidad con el primer equipo. Es considerado de los grandes valores de Zubieta, así que el club donostiarra decidió blindar el contrato del jugador el 7 de diciembre de 2018 hasta el 30 de junio de 2025.
El 21 de diciembre de 2018 debutó en Anoeta en Primera División en una derrota frente al Deportivo Alavés por 0:1, siendo el primer jugador nacido en el siglo XXI en disputar un partido de LaLiga. Fue el segundo jugador más joven en debutar con la elástica txuriurdin en un partido de Liga y el 26.º más joven en la historia de liga, al debutar con 16 años y 359 días. El 12 de mayo de 2019 anotó su primer gol con la camiseta blanquiazul en una histórica victoria en casa por 3-1 ante el Real Madrid.[cita requerida]
Al inicio de la temporada 2019-20 la Real Sociedad anunció que Barrenetxea tendría dorsal del primer equipo.
El 3 de abril de 2021, en el Estadio de la Cartuja, conquistó su primer título como profesional al vencer por 1-0 en la final de la Copa del Rey pendiente del año anterior debido a la pandemia de COVID-19 al eterno rival, el Athletic Club. Disputó los últimos minutos de la final en sustitución de Portu.
En el primer partido del año 2022 sufrió una lesión muscular que le debía mantener varios meses sin jugar, marchándose a Finlandia para ser operado. Se perdió todo lo que quedaba de temporada y no volvió tener minutos hasta finales de julio en un amistoso.

## Estadísticas

### Clubes
Actualizado al último partido disputado el 24 de mayo de 2025.
| Club                       | Div.          | Temporada     | Liga  | Liga  | Copas nacionales | Copas nacionales | Copas internacionales | Copas internacionales | Total | Total |
| Club                       | Div.          | Temporada     | Part. | Goles | Part.            | Goles            | Part.                 | Goles                 | Part. | Goles |
| -------------------------- | ------------- | ------------- | ----- | ----- | ---------------- | ---------------- | --------------------- | --------------------- | ----- | ----- |
| Real Sociedad "C" · España | 3.ª           | 2018-19       | 4     | 1     | —                | —                | —                     | —                     | 4     | 1     |
| Real Sociedad "C" · España | Total club    | Total club    | 4     | 1     | 0                | 0                | 0                     | 0                     | 4     | 1     |
| Real Sociedad "B" · España | 2.ª B         | 2018-19       | 8     | 1     | —                | —                | —                     | —                     | 8     | 1     |
| Real Sociedad "B" · España | Total club    | Total club    | 8     | 1     | 0                | 0                | 0                     | 0                     | 8     | 1     |
| Real Sociedad · España     | 1.ª           | 2018-19       | 9     | 1     | 0                | 0                | —                     | —                     | 9     | 1     |
| Real Sociedad · España     | 1.ª           | 2019-20       | 17    | 1     | 7                | 3                | —                     | —                     | 24    | 4     |
| Real Sociedad · España     | 1.ª           | 2020-21       | 31    | 3     | 3                | 0                | 6                     | 0                     | 40    | 3     |
| Real Sociedad · España     | 1.ª           | 2021-22       | 11    | 1     | 1                | 0                | 4                     | 0                     | 16    | 1     |
| Real Sociedad · España     | 1.ª           | 2022-23       | 23    | 3     | 1                | 0                | 1                     | 0                     | 25    | 3     |
| Real Sociedad · España     | 1.ª           | 2023-24       | 29    | 4     | 3                | 0                | 7                     | 1                     | 39    | 5     |
| Real Sociedad · España     | 1.ª           | 2024-25       | 30    | 1     | 7                | 4                | 10                    | 3                     | 47    | 8     |
| Real Sociedad · España     | Total club    | Total club    | 150   | 14    | 22               | 7                | 28                    | 4                     | 200   | 25    |
| Total carrera              | Total carrera | Total carrera | 162   | 16    | 22               | 7                | 28                    | 4                     | 212   | 27    |
| 1. 2.                      |               |               |       |       |                  |                  |                       |                       |       |       |

## Palmarés

### Campeonatos nacionales
| Título       | Club          | País   | Año  |
| ------------ | ------------- | ------ | ---- |
| Copa del Rey | Real Sociedad | España | 2020 |

### Campeonatos internacionales
| Título          | Equipo (*) | Sede    | Año  |
| --------------- | ---------- | ------- | ---- |
| Eurocopa Sub-19 | España     | Armenia | 2019 |

(*) Incluyendo la selección.